# فؤاد صدقي
فؤاد صدقي (24 أكتوبر 1925 – 12 يناير 1996) لاعب كرة قدم مصري.  لعب في الألعاب الأولمبية الصيفية لعام 1948 والألعاب الأولمبية الصيفية لعام 1952 . 

## روابط خارجية
- فؤاد صدقي على موقع قاعدة بيانات كرة القدم.إي يو (الإنجليزية)
- فؤاد صدقي على موقع ناشيونال فوتبول تيمز (الإنجليزية)
- فؤاد صدقي على موقع عالم كرة القدم.نت (الإنجليزية)
- فؤاد صدقي على موقع أوليمبيديا (الإنجليزية)
- فؤاد صدقي على فرق كرة القدم الوطنية.كوم
- فؤاد صدقي في موقع كرة القدم العالمية.نت